# Kirisute Gomen
"Kirisute Gomen" é o 11º single da banda americana de thrash metal/metalcore Trivium, sendo o primeiro single a divulgar o seu quarto álbum de estúdio Shogun.
Foi lançado em 31 de Julho de 2008, e ficou disponível em formato de download digital MP3 em todos os sites do Trivium e Roadrunner Records até à meia-noite. "Kiri sute Gomen" (japonês antigo: Peço desculpas antecipadamente por lhe derrotar) é uma velha expressão japonesa que prediz o direito do samurai decapitar qualquer um que entre em seu caminho.
Kirisute Gomen, como primeiro single, representa o álbum Shogun, que traz de volta um Trivium com todos os ingredientes bons de sua história. Nos seus primeiros álbuns marcado por um metalcore comum como o mainstream do metal na época, ora normal, ora melódico, porém sempre com sua clássica mistura com o thrash metal, em seu terceiro álbum The Crusade saíram totalmente do metalcore e entraram em algo bem mais thrash metal. Em Kirisute Gomen, se resgata todos os elementos bons que Trivium fez em sua história, incluindo as influências de metalcore, retornando com a combinação usual que marca o Trivium: thrash metal e metalcore.